# Niko Anttola
Niko Anttola (* 13. Februar 2003) ist ein finnischer Skilangläufer.

## Werdegang
Anttola, der für das Visa Ski Team aus Kemi startet, wurde in der Saison 2020/21 finnischer Juniorenmeister im 20-km-Massenstartrennen und holte bei den Junioren-Skiweltmeisterschaften 2021 in Vuokatti die Silbermedaille mit der Staffel. Zudem errang er dort den 20. Platz im 30-km-Massenstartrennen und den achten Platz über 10 km Freistil. In der folgenden Saison gewann er bei den Junioren-Skiweltmeisterschaften 2022 in Lygna die Silbermedaille über 10 km klassisch. Außerdem wurde er dort Neunter mit der Staffel und Achter im 30-km-Massenstartrennen. Sein Debüt im Skilanglauf-Weltcup hatte er im Februar 2022 in Lahti, welches er auf dem 37. Platz über 15 km klassisch beendete. Beim Europäischen Olympischen Winter-Jugendfestival 2022 in Vuokatti gewann er die Bronzemedaille mit der Mixed-Staffel sowie jeweils die Goldmedaille über 7,5 km klassisch und 10 km Freistil. Zu Beginn der Saison  2022/23 holte er in Ruka mit dem 38. Platz über 10 km klassisch und den 25. Rang in der Verfolgung seine ersten Weltcuppunkte.